# ترانس گلوتامیناز
ترانس گلوتامیناز نوعی آنزیم پروتئاز از نوع آسیل ترانسفراز است که موجب تشکیل پیوندهای کووالانسی بین پپتیدی مابین گروه آمین آزاد اسید آمینه لیزین و گروه آسیل اسید آمینه گلوتامین در انتهای زنجیره پروتئینی می‌شود. این واکنش همچنین تولید یک مولکول آمونیاک می‌کند. این آنزیم با 2.3.2.13 شماره گذاری شده‌است. پیوندهای تشکیل شده توسط این آنزیم در مقابل فعالیت‌های پروتئولیتیکی بسیار مقاوم و پایدار هستند. این آنزیم قادر است تا آمیزه‌های پروتئینی دارای اسیدهای آمینه فوق را بدون حرارت دهی از حالت مایع به ژل تبدیل کند.

## تصویر مکانیزم واکنش

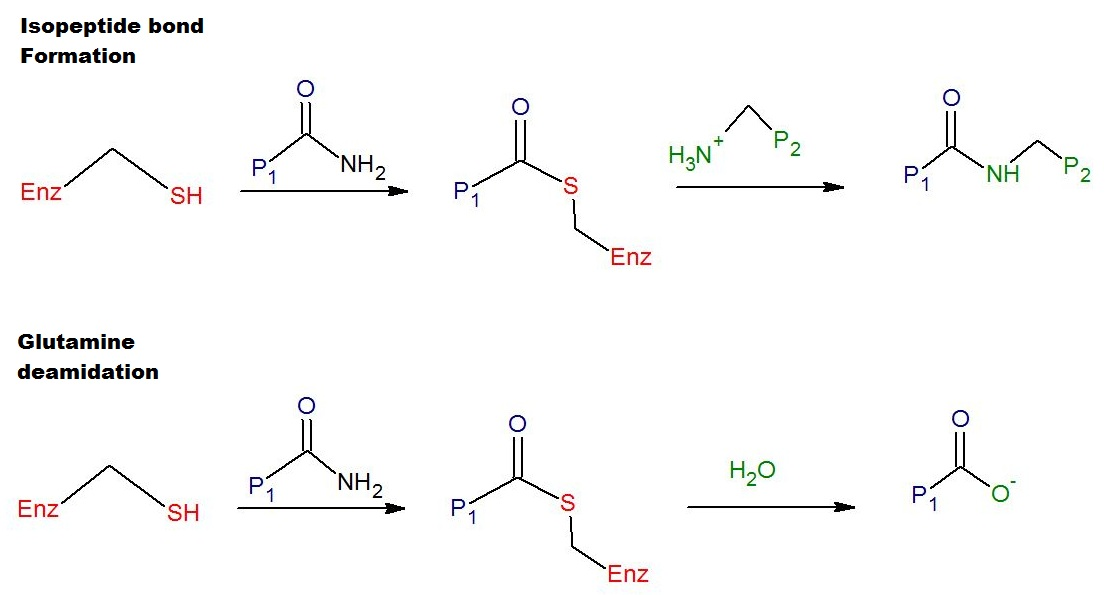
بالا واکنش نشان می‌دهد چگونه یک نوتروفیل ترکیبی با گلوتامین مانده انتشار آمونیاکو سپس این ترکیب در واکنش با آمین از یک لیزین مانده از دیگر پروتئین‌های تنظیم آنزیم دوباره.

## کاربرد صنعتی

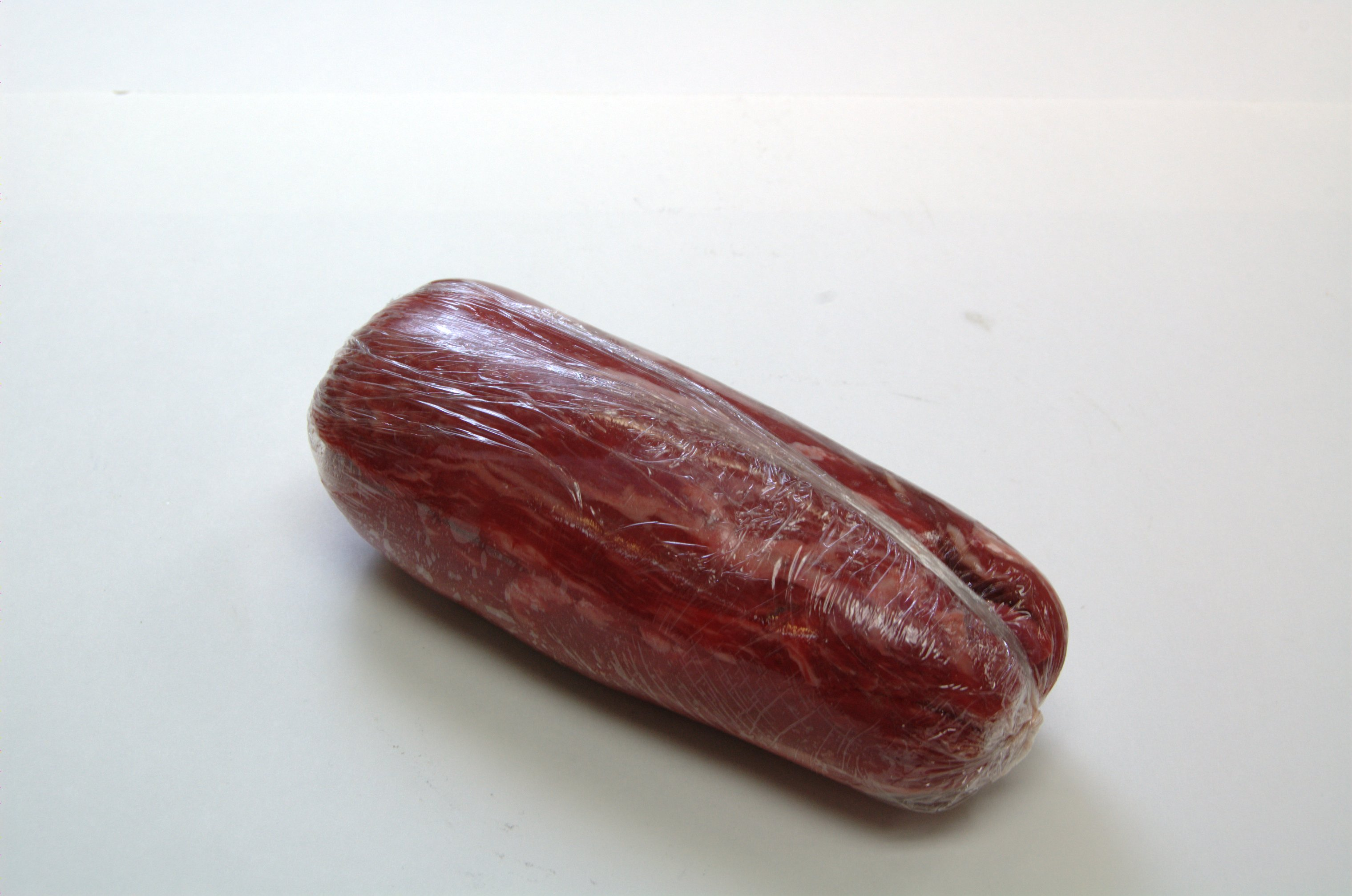